# Ташкент (салат)
«Ташкент» — салат в советской кухне, состоящий из нарезанной зелёной редьки, отварной говядины и жареного лука, заправленных майонезом. Салат был придуман поварами московского ресторана «Узбекистан». При этом первоначально салат также назывался «Узбекистан». Впоследствии, рецепт салата стал очень популярен на всей территории СССР.

## Описание
В послевоенные годы, в Москве, для подчёркивания интернационализма СССР, были открыты рестораны союзных республик — «Баку», «Минск», «Украина», «Узбекистан», «Вильнюс», восстановлена работа ресторана «Арагви». Меню этих ресторанов были составлены как из традиционных национальных блюд этих республик, так и разработанных специально для них новых рецептур. В частности, специально для узбекского ресторана, так как традиционная узбекская кухня не имела классических салатов, был создан салат «Ташкент», как синтез узбекского блюда и салата «Столичный». Сталик Ханкишиев в своей книге приводит свою оригинальную версию происхождения салата, которая впрочем отличается от официальной только добавлением художественных подробностей.
Классический рецепт салата, представленный на открытии ресторана «Узбекистан» в 1951 году, состоит из запечённой телятины, зелёной редьки, лука, острого перца, растительного масла, пшеничной муки, майонеза и специй. Зелёная редька, нарезанная тонкой соломкой, вымачивается в холодной воде, лук, нарезанный кольцами, обваливается в муке и обжаривается в растительном масле, мясо нарезается на тонкие полоски. Все ингредиенты слоями выкладываются на блюдо, каждый слой пересыпается специями, салат заправляется майонезом и перемешивается.